# Канака (Крым)
Канака (укр. Канака, крымскотат. Kanaka, Канака) — курорт, расположенный у подножия Крымских гор на Южном берегу Крыма, между городами Алушта и Судак к востоку от села Рыбачьего, в государственном заказнике «Канака» в реликтовой можжевеловой роще. Несмотря на обособленное от соседних сёл расположение, официально не имеет статуса отдельного населённого пункта. До 1990 года — курорт Луч, Канакская Балка. В административном отношении расположен на территории, подчинённой Приветненскому сельскому совету Алуштинского региона.
Галечный пляж Канаки имеет протяжённость около 2 км и ширину 20—30 м.

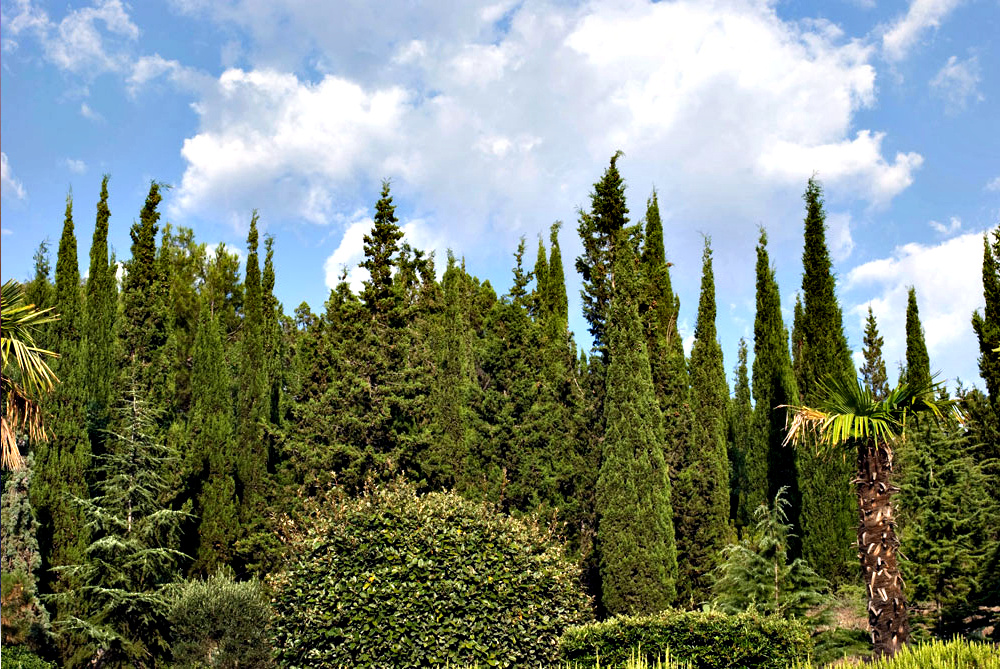
Посадки кипариса

В Канакской балке находится реликтовая роща можжевельника древовидного высокого и фисташки туполистой. Такие рощи сохранились только на Форосе, у Никитского ботанического сада на мысе Мартьян, в Канакской балке и Новом Свете.

## История
Впервые в доступных источниках, как De la Canecha, встречается в  договоре Генуи с Элиас-Беем Солхатским 1381 года.
В заключении министерства земледелия и отдела земельных улучшений 1915 года, которое хранится в Крымском государственном архиве, отмечены отличные природные и климатические условия Канакской балки.

Канакская балка… приводит к мысли о желательности создать здесь, в пустынной и малозаселённой местности, новый культурный центр

Пляж Канакской балки назван «одним из лучших… от Фороса до Феодосии».

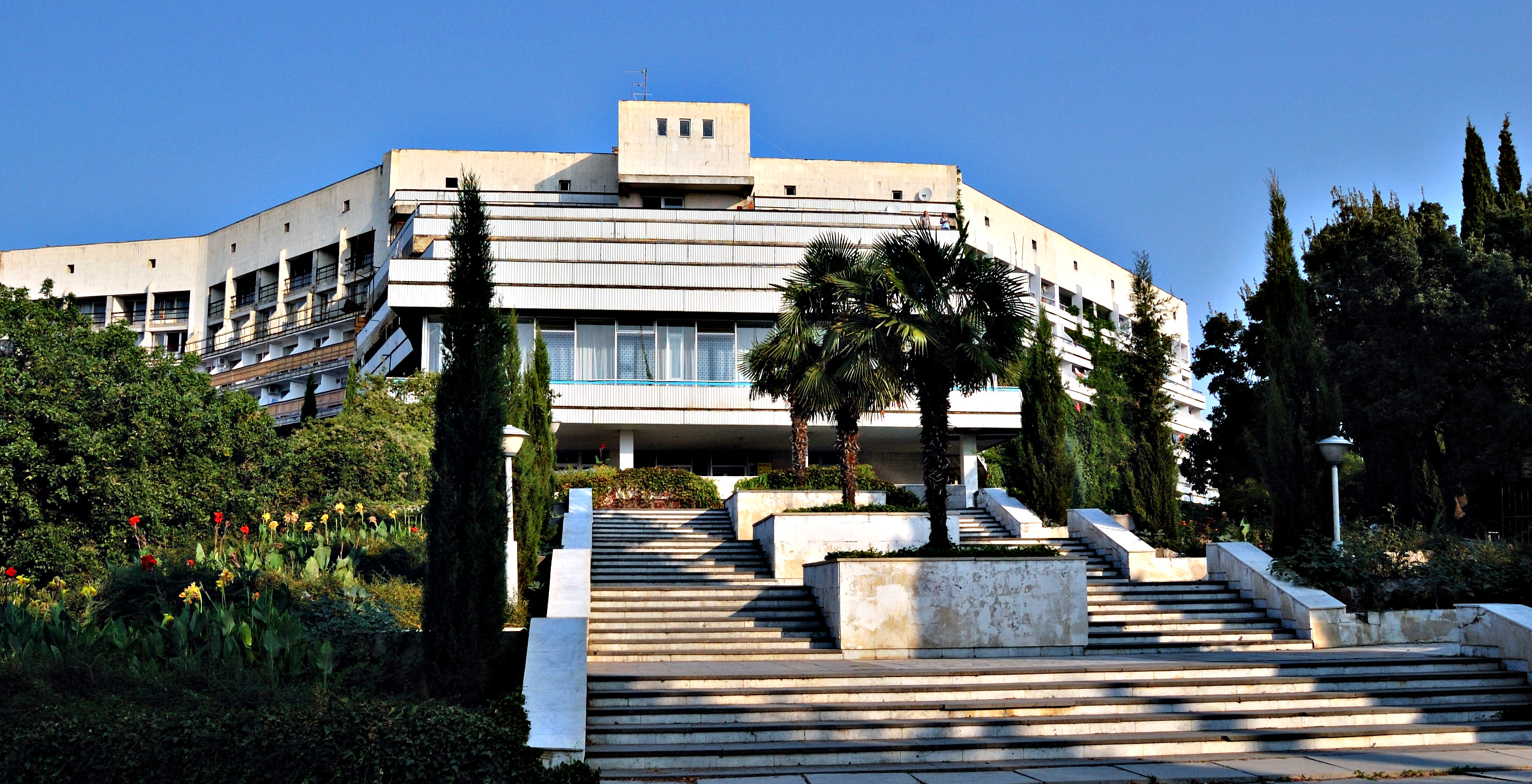
Пансионат «Канака»

Было принято решение построить в роще курорт «для больных и раненых воинов» и объявлен всероссийский сбор пожертвований для «нужд постройки лечебного места», получившего название «Александрия». Планировалось провести дороги, насадить парк, построить церковь и санаторные здания. Было собрано 500 тысяч рублей, но революции 1917 года не позволили воплотить эти планы в жизнь.
В 1947 году Канакская балка получила статус памятника природы.
В 1961 году в Канакской балке началось строительство государственных дач для работников министерства общего машиностроения СССР. В это время построены пансионат «Луч» (ныне «Канака») и двадцать небольших дач — «генеральских домиков». Планирование балки выполнил архитектор  Б. В. Кондрацкий.
Планируется застройка балки, началась вырубка фисташки туполистной и можжевельника древовидного на территории Канакской балки

## Курорт Канака в XXI веке
В настоящее время Канака — единственный населённый пункт в Крыму, застроенный только пансионатами, мини-гостиницами и коттеджами. Наиболее известные — пансионаты «Волга» и «Канака», частные пансионаты «Каспий» и «Баракат», пансионат «Орхидея», база отдыха «Днепр», мини гостиницы «Магнолия-Канака», «Кипарис», ООО «Багира 2003», ООО «Канака-люкс».